# Вик (Кальвадос)
Вик (фр. Vicques) — коммуна во Франции, находится в регионе Нижняя Нормандия. Департамент коммуны — Кальвадос. Входит в состав кантона Морто-Кулибёф. Округ коммуны — Кан.
Код INSEE коммуны — 14742.

## Население
Население коммуны на 2010 год составляло 55 человек.
| 1962 | 1968 | 1975 | 1982 | 1990 | 1999 | 2010 |
| ---- | ---- | ---- | ---- | ---- | ---- | ---- |
| 80   | 60   | 53   | 53   | 63   | 50   | 55   |

## Экономика
В 2010 году среди 34 человек трудоспособного возраста (15—64 лет) 24 были экономически активными, 10 — неактивными (показатель активности — 70,6 %, в 1999 году было 73,5 %). Из 24 активных жителей работали 22 человека (13 мужчин и 9 женщин), безработных было 2 (1 мужчина и 1 женщина). Среди 10 неактивных 2 человека были учениками или студентами, 5 — пенсионерами, 3 были неактивными по другим причинам.